# دبلیو. کلارک استیل
دبلیو. کلارک استیل (انگلیسی: W. Clark Still؛ زادهٔ ۱۹۴۶) شیمیدان آلی اهل ایالات متحده آمریکا است.